# Марумо Кей
Кей Марумо (яп. 丸茂 圭衣, нар. 6 березня 1992) — японська спортсменка, спеціалістка з синхронного плавання, бронзова призерка Олімпійських ігор 2016 року.

## Виступи на Олімпіадах
| Олімпіада           | Дисципліна | Місце |
| ------------------- | ---------- | ----- |
| Ріо-де-Жанейро 2016 | групи      | 3     |

## Зовнішні посилання
- Кей Марумо — олімпійська статистика на сайті Sports-Reference.com (англ.) (архівна версія)